# Фонте (коммуна)
Фонте (итал. Fonte) — коммуна в Италии, располагается в провинции Тревизо области Венеция.
Население составляет 6004 человека (2008 г.), плотность населения составляет 410 чел./км². Занимает площадь 15 км². Почтовый индекс — 31010. Телефонный код — 0423.
Покровителями коммуны почитаются святые апостолы Пётр и Павел, празднование 29 июня.

## Демография
Динамика населения:

## Администрация коммуны
- Официальный сайт: http://www.comune.fonte.tv.it